# Vordernberg
Vordernberg is een gemeente in de Oostenrijkse deelstaat Stiermarken, en maakt deel uit van het district Leoben.

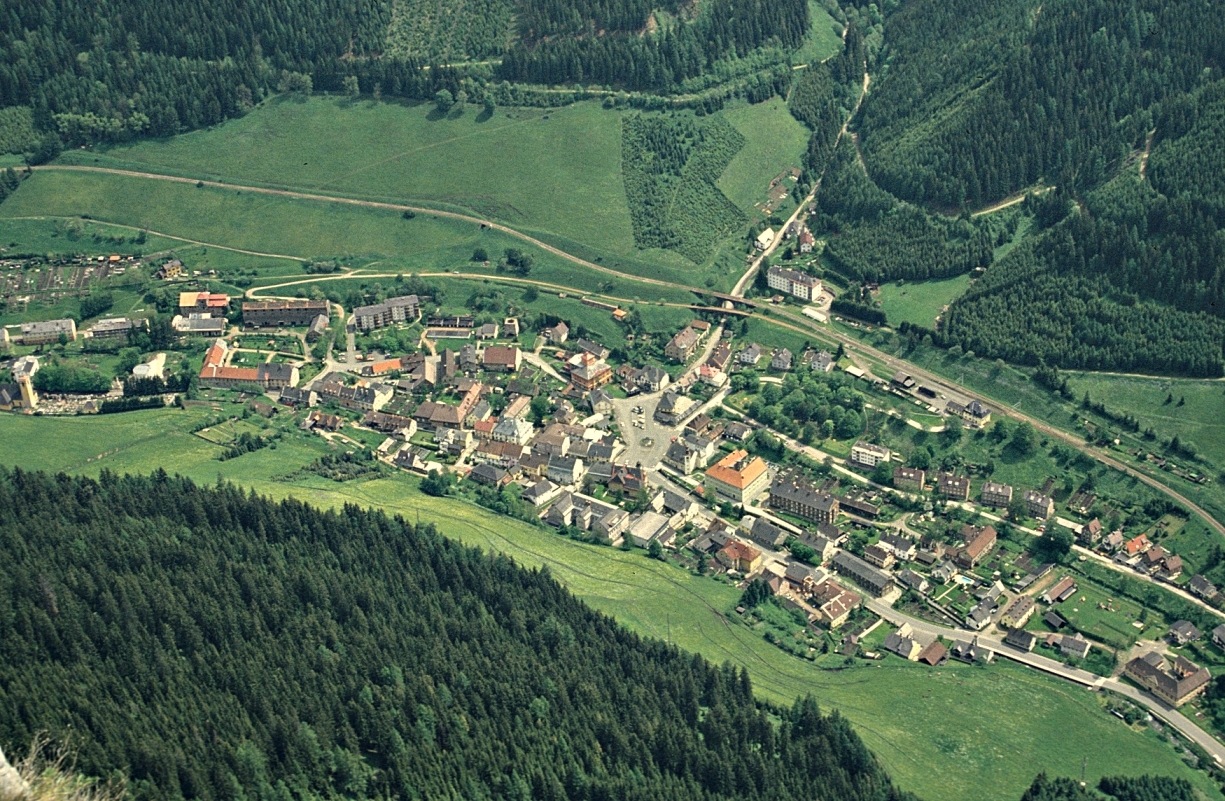
Luchtfoto

Vordernberg telt 1232 inwoners.
Stadsgemeenten:
Eisenerz ·
Leoben ·
Trofaiach

Marktgemeenten:
Kalwang ·
Kammern im Liesingtal ·
Kraubath an der Mur ·
Mautern in Steiermark ·
Niklasdorf ·
Sankt Michael in Obersteiermark ·
Sankt Peter-Freienstein ·
Vordernberg

Overige gemeenten:
Proleb ·
Radmer ·
Sankt Stefan ob Leoben ·
Traboch ·
Wald am Schoberpaß
- Gemeinsame Normdatei: 4063960-5
- Library of Congress Control Number: n86051058
- MusicBrainz: 3ab427fa-c454-463f-860d-8ef0bd0ec715
- Nationale Bibliotheek van Israël: 987007557874205171
- Virtual International Authority File: 134358659
- WorldCat: E39PBJpJh7PJP4DHd4KXpP7j4q